# 読売会館
1. 有楽町そごう（そごう東京店）出店時の画像
2. 有楽町よみうりホールの画像

読売会館（よみうりかいかん）は、東京都千代田区有楽町一丁目の有楽町駅そばに所在する商業ビルである。所有者は当初は株式会社よみうりだったが、2000年代に読売新聞グループ本社傘下の株式会社読売不動産へ承継した。

## 概要
設計者は村野藤吾、構造はSRC造（基礎は木田式深礎工法）。1957年にオープン。地下2階・地上9階建てで、6階までは商業区画、7階から9階までは有楽町よみうりホールとなっている。地下1階とよみうりホールには飲食店が出店している。地下2階で東京メトロ有楽町線有楽町駅地下通路と直結する。
商業区画にはかつてそごうの東京1号店（直営店）である有楽町そごうが入居していたが、退去後の2001年には大手家電量販店のビックカメラ有楽町店が開店した。
敷地の角となっている部分からの一階入り口にはドアがなく、日本初のエアカーテンが設置（敷居部分の天井から落ちる空気による、館内空調と外部騒音の遮断が目的）されている。今や当たり前となった複列交差配置のエスカレーターも開業時から設置されており、当時としては日本初。デパート時代には地下一階・二階には食料品・日用品売り場があり、そこへ直行できる階段が設置されているのが設計者村野藤吾の真骨頂とされる。ガラス製ブロックによる外壁を通しての、開業時から使われている避難階段室への採光も特色。
一般紙時代の報知新聞社が本社を構え、大東亜戦争（太平洋戦争・第二次世界大戦）中は読売新聞社も一時移転し『讀賣報知』の題号で発行していた、読売グループにとって由緒ある場所である。

### 施工
- 清水建設
- 三菱電機
- 音響
- 東京大学生産技術研究所

## 沿革
- 1954年12月11日 - 取締役会にて開設を決定
- 1954年12月24日 - 開設準備委員会を設置
- 1955年2月21日 - 読売会館建築起工
- 1956年9月24日 - 開設事務所を設置
- 1957年1月30日 - 大田区に東京雪ヶ谷社宅竣工
- 1957年5月22日 - 読売会館竣工
- 1957年5月23日 - 開店披露
- 1957年5月25日 - そごう3号店として有楽町そごう開店[1]
- 1958年6月29日 - 「愛の女神像」除幕
- 1959年8月 - そごう店舗賃貸料引下げ交渉が成立
- 1964年12月 - そごう店舗賃貸料再引下げ交渉が成立
- 1970年11月 - 江東区にそごう東雲配送センター開設
- 1972年11月15日 - 開店15周年記念式典挙行
- 1974年7月29日 - 地下2階・3階地下鉄開口部工事開始
- 1974年10月30日 - 地下鉄有楽町駅改札前に地下2階入口を開設
- 1977年12月26日 - 外壁改装工事
- 1978年1月11日 - 第2期エスカレーター工事
- 2000年7月12日 - そごうが民事再生法を申請
- 2000年9月24日 - 有楽町そごう閉店[2]
- 2001年6月14日 - 跡地にビックカメラ有楽町店が開店[3]。その後、電車と反対側の白い大理石の外壁が変色してきたため、LED照明を仕込んだ黒い外壁に改修した（建築家・木下栄三が設計）。

## 有楽町そごう
そごう東京店（有楽町そごう）は、読売会館にかつて入居していたそごうの店舗。株式会社そごうが経営する直営店であった。
1957年（昭和32年）5月25日開店。開店日はあいにくの雨だったが約30万人の客が訪れた。2000年（平成12年）9月24日閉店。
商業区画を株式会社そごうが賃借し、首都圏進出第1号店となる「有楽町そごう」を出店。オープン時のキャッチフレーズは「有楽町で逢いましょう」。コマーシャルソングであったフランク永井の「有楽町で逢いましょう」で「デパート」として歌われている。
売上の45%を外商が占める外商比率の高い店舗であった。
店舗面積は15,275m2。東京郊外や地方都市の店舗が多かったそごうでは、都心の一等地に立地する店舗であったが、道路に挟まれた三角地の狭小店舗で増床もままならず苦戦した。2000年7月のそごう経営破綻後はファッション系の店舗として残る予定だったが、採算が取れず閉店した。
店舗跡には2001年（平成13年）6月14日、ビックカメラ有楽町店が開店した。

## 有楽町よみうりホール
有楽町よみうりホール（Yurakucho Yomiuri Hall）は、読売会館7階から9階にあるコンサートホール。コンサート・落語・講演会・試写会等に幅広く利用されている。別名「NTVホール」。客席は1,100席（1階席：522席、2階席：578席）。一階席と二階席がホール内でつながっており相互に移動できる独特の構造になっている。
古くからテレビ番組の公開放送に使用されてきた。また1980年代から2000年代前半にかけては、劇団飛行船の公演会場として長らく使われた。
なお、かつて近隣の有楽町1丁目9番4号（旧・蚕糸会館ビル6階）に存在したラジオ・テレビ番組の公開放送用ホールである東京ヴィデオ・ホール（1953年開場。「有楽町ビデオホール」または「ビデオホール」などと通称された）と混同されることがあるが、全くの別物である。

## 角川シネマ有楽町
角川シネマ有楽町（Kadokawa Cinema Yurakucho）は、有楽町よみうりホールの区画内である8階にあるミニシアター。客席は237席。
元は読売会館の開館以来日本テレビ放送網が使用していたスタジオ（公開放送に対応可能だった）があった位置に、1975年に「日本映像カルチャーセンター」が設置され、収集した映像記録資料を定期的に公開するスペースとした。
2004年にミニシアター「シネカノン有楽町一丁目」が開業したが、2010年に同社の民事再生法申請により閉館。
2011年2月19日、「角川シネマ有楽町」が居抜きで開館し映画館として営業を再開した。角川シネプレックスが2013年3月まで運営していた。現在はKADOKAWAが運営する。